# Mikkel Lodahl
Mikkel Lodahl (f. 1984) er en dansk ekspert i spiludvikling. Daglig leder af Institut for Dansk Spiludvikling , underviser på Dania Games, Erhvervsakademi Danias spilafdeling i Grenaa, og rådgiver i EU-kommissionens Horizon 2020 forskningsprogram om computerspil. Uddannet kandidat i idéhistorie og religionsvidenskab fra Aarhus Universitet.
Mikkel Lodahl er også digter og sangskriver. I 2004 dannede han folk/rockbandet Svendsen & Lodahl med Henrik Engelbrecht Svendsen, hvori han i dag er fast sangskriver mm. Debuterede i Hvedekorn i 2005, og har siden udgivet digte og artikler i bl.a. Dagbladet Information, M gasin, 12 linjer, Slagmark og Semikolon. I 2008 dannede han sammen med Johannes Bech Dalsgaard og Maria Dønvang digtergruppen Hybris avler Nemesis.